# ハルダンゲルフィヨルド
ハルダンゲルフィヨルド（ノルウェー語: Hardangerfjorden）は、ノルウェーのヴェストラン県にあるフィヨルドである。ハダンゲルフィヨルド、ハルダンゲル峡湾とも表記される。

## 概要
全長は、およそ 179 キロメートルである。ノルウェーのフィヨルドの中でソグネフィヨルドに次いで2番目に大きいフィヨルドであり、世界で3番目の大きさをもつ。2013年には、ハルダンゲル橋が開通している。

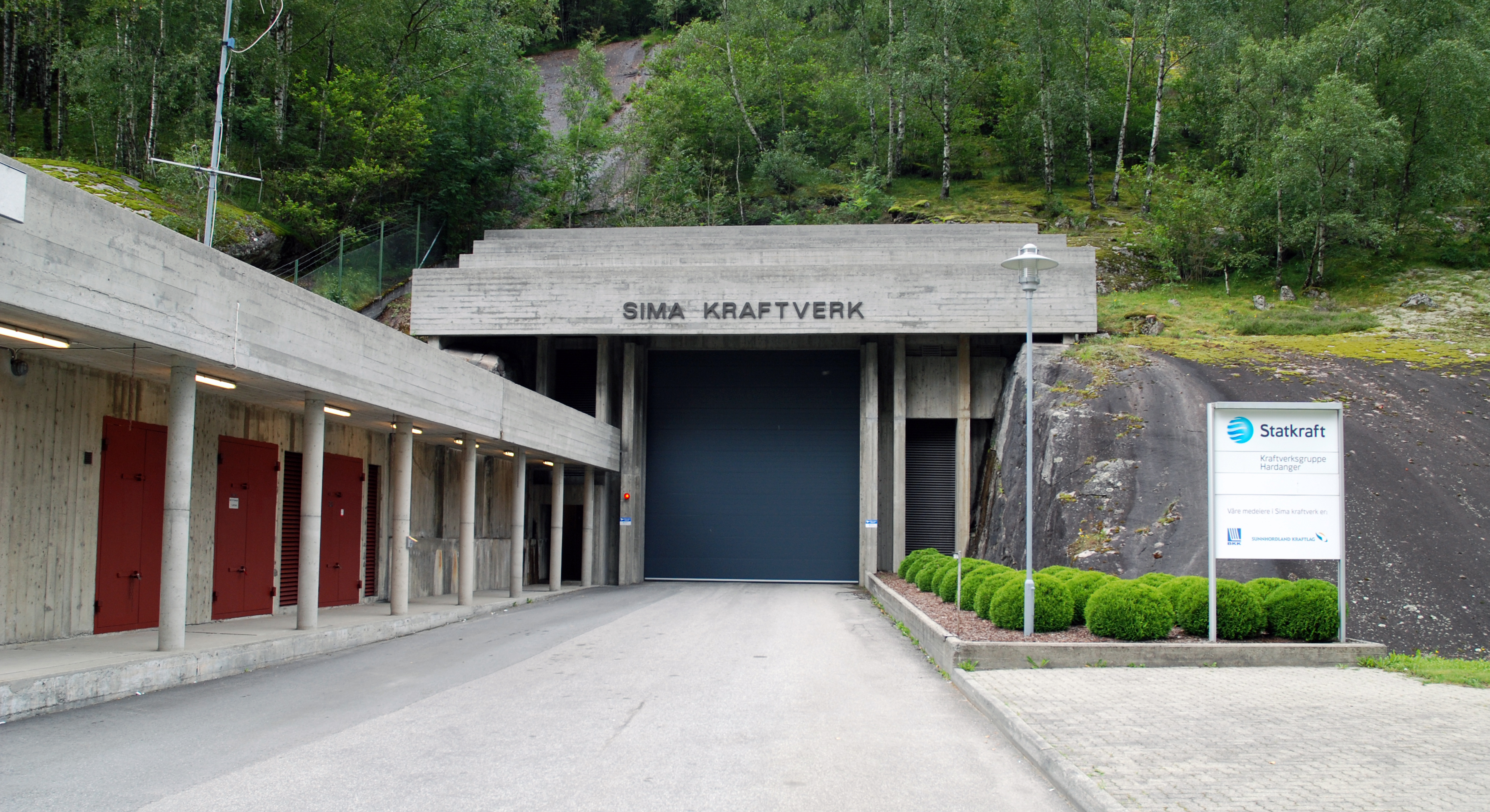
シーマ水力発電所

ベルゲンの南およそ 80 キロメートルのところに位置する Huglo 島の付近にある入口を西南端として、北東の方向に伸びている。フィヨルドの主要な部分は 2 - 6 キロメートルの幅をもつ。総面積は、およそ 700 平方キロメートルである。
世界有数のサケの養殖地であり、1年当たりの生産量は、およそ7万トンに及ぶ。フィヨルド内には複数の海盆が存在し、平均深さは海面下 260 メートルであり、最深部は海面下およそ 890 メートルである。

## 地理
フィヨルドの最奥部のエイドフィヨルド (no:Eidfjorden) には、シーマ水力発電所 (en:Sima Hydroelectric Power Station) の他に、ヴォーリングフォッセン (en:Vøringfossen) やエイドフィヨルド教会 (en:Old Eidfjord Church) がある。

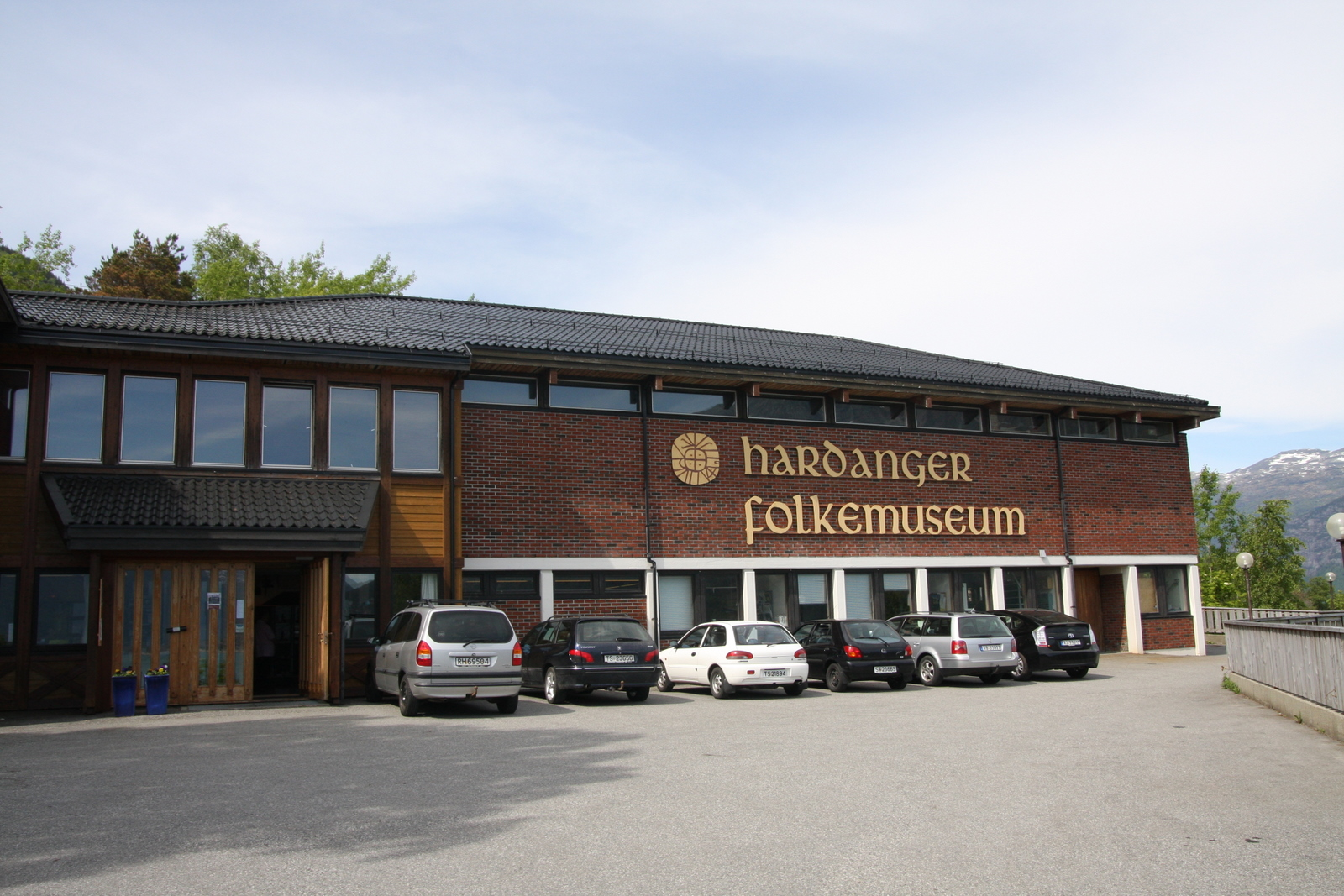
ハルダンゲル民族博物館

ヴォーリングフォッセンの西およそ7キロメートルほどのところには、ノルウェー自然センター (en:Hardangervidda Natursenter) がある。エイドフィヨルドの南にある Sørfjorden は、ハルダンゲルフィヨルドの支湾の中で最も長く、38 キロメートルの長さをもつ。Sørfjorden の南端には、オッダがある。

ウトネ (en:Utne) にあるハルダンゲル民族博物館 (no:Hardanger Folkemuseum) では、ハルダンゲルヴァイオリンやハーダンガー刺繍などが展示されている。ハルダンゲルフィヨルドの西の縁には Onarheimsfjorden があり、南には Skånevikfjorden や Ålfjorden などがある。沿岸の町としては、ローセンダール (en:Rosendal, Norway)、ユンダル (en:Jondal) などがある。ノールハイムスン (en:Norheimsund) には、スタインダルスフォッセン (en:Steinsdalsfossen) がある。ハルダンゲル地方はスプリンガルという民族舞曲やハルダンゲルフィーレという4本の元を共鳴させる独特の弦楽器でも知られる。